# Gandy (Nebraska)
Gandy es una villa ubicada en el condado de Logan en el estado estadounidense de Nebraska. En el Censo de 2010 tenía una población de 32 habitantes y una densidad poblacional de 50,22 personas por km².

## Geografía
Gandy se encuentra ubicada en las coordenadas 41°28′11″N 100°27′30″O / 41.46972, -100.45833. Según la Oficina del Censo de los Estados Unidos, Gandy tiene una superficie total de 0.64 km², de la cual 0.64 km² corresponden a tierra firme y (0%) 0 km² es agua.

## Demografía
Según el censo de 2010, había 32 personas residiendo en Gandy. La densidad de población era de 50,22 hab./km². De los 32 habitantes, Gandy estaba compuesto por el 100 % blancos, el 0 % eran afroamericanos, el 0 % eran amerindios, el 0 % eran asiáticos, el 0 % eran isleños del Pacífico, el 0 % eran de otras razas y el 0 % pertenecían a dos o más razas. Del total de la población el 0 % eran hispanos o latinos de cualquier raza.